# Siung-feng II
Siung-feng II (HF-2) je typ podzvukové protilodní střely středního dosahu vyvinutý pro námořnictvo Čínské republiky tchajwanským institutem Čung-šan Kche-süe-jen-ťiou-jüan (CSIST).

## Charakteristika

Ilustrace střely Siung-feng II

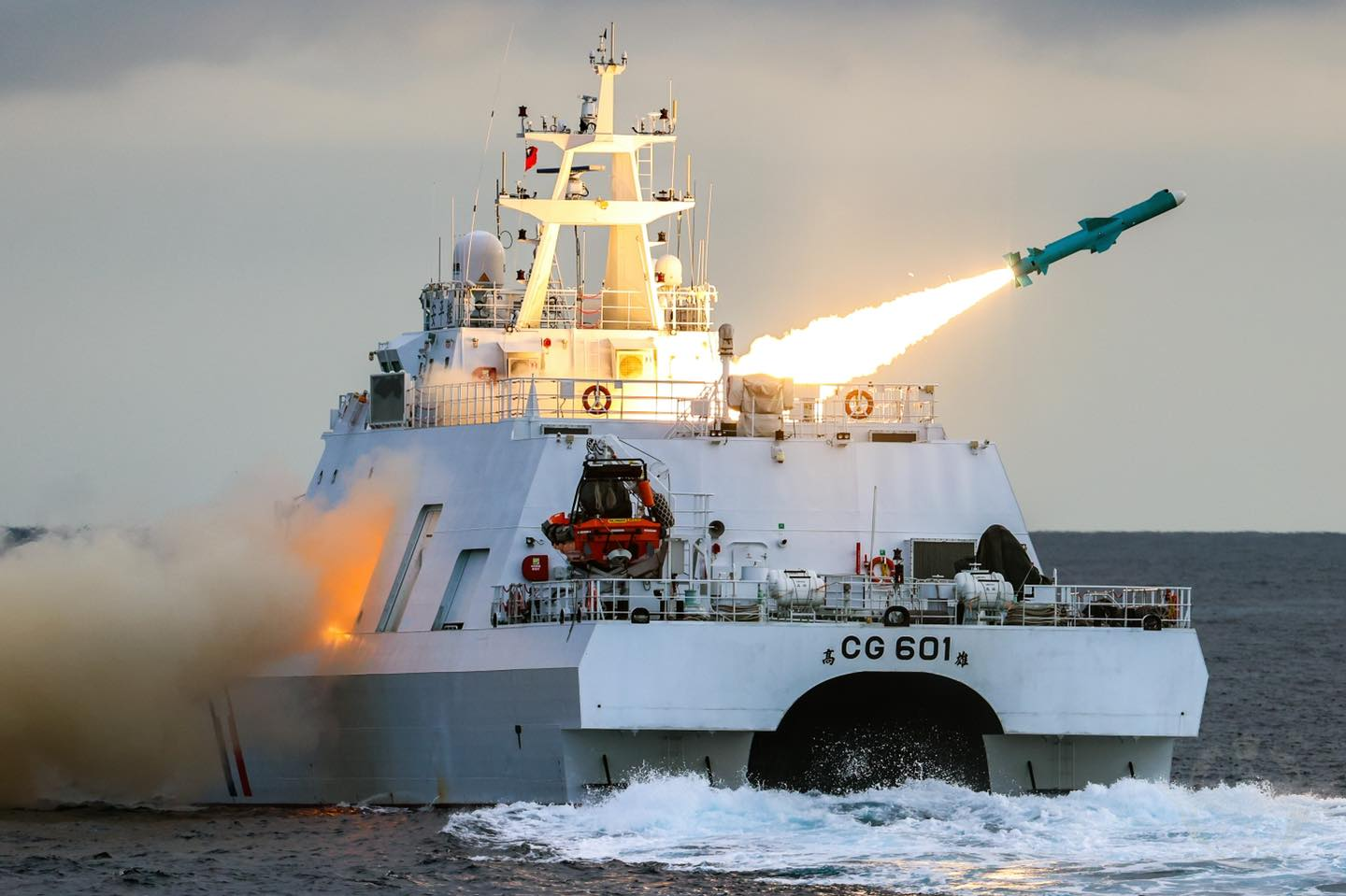
Vypuštění střely z plavidla pobřežní stráže An-pching (CG 601)

Tchajwanská obranná strategie předpokládá užití protilodních střel proti případné invazi z kontinentální Číny. Jelikož ale země dlouhodobě obtížně získává vojenskou techniku ze zahraničí, musela vyvinout své vlastní typy střel. Siung-feng 2 je druhou generaci domácích protilodních střel, které předcházel typ Siung-feng I. Vývoj střely Siung-feng 2 byl zahájen v roce 1983 a o deset let později byla přijata do výzbroje. V současnosti Čínská republika zavádí nový typ střel Siung-feng III.
Na základě střely Siung-feng II byla vyvinuta rovněž nová protizemní střela s plochou dráhou letu Siung-feng IIE s doletem okolo 1000 km.
Střela může být odpalována z válečných lodí (například torpédoborce třídy Gearing, fregaty tříd Cheng Kung a Kang Ding), pobřežních baterií či stíhacích letounů AIDC F-CK-1 Ching-kuo. Startuje pohocí raketového motoru a za letu pohání proudový motor. Navádění je aktivní radiolokační, v případě silného rušení infračervené. Střely jsou vybaveny datalinkem pro případ útoku na cíl nacházející se za radiolokačním horizontem.

## Hlavní technické údaje
- Délka: 4,6 m
- Průměr: 0,34 m
- Rozpětí: 0,9 m
- Hmotnost: 685 kg
- Hmotnost hlavice: 225 kg

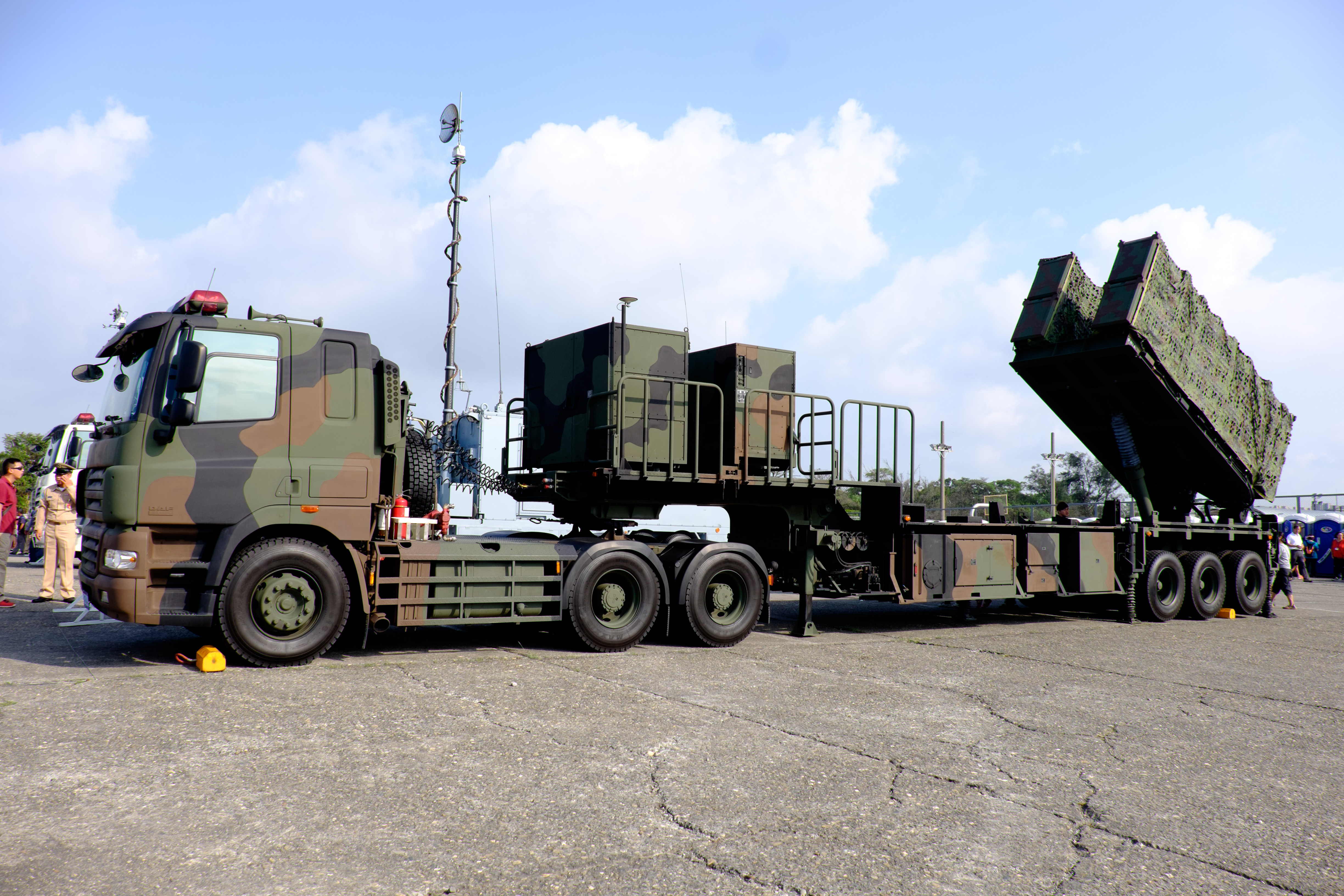
Pozemní odpalovací zařízení

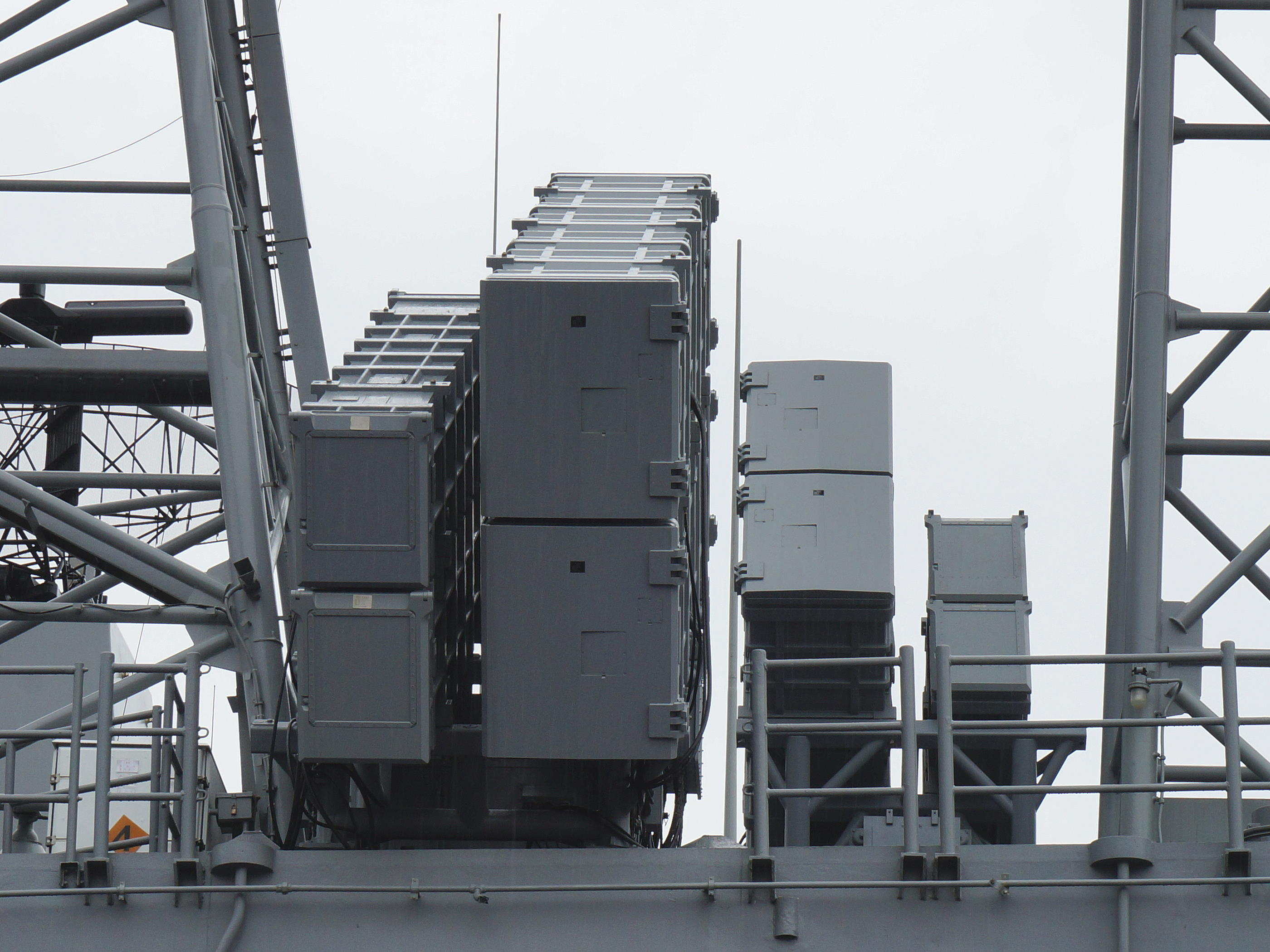
Kontejnery obsahující střely Siung-feng II a Siung-feng III

- Navádění: aktivní radiolokační, infračervené
- Pohon: raketový motor (start), proudový motor (cestovní rychlost)
- Dolet: 160 km
- Rychlost: 0,85 M